# Lucien Berland
Pour les articles homonymes, voir Berland.
Lucien Berland est un entomologiste et arachnologiste français, né le 14 mai 1888 à Ay (Marne) et mort le 18 août 1962 à Versailles.

## Biographie
Passionné dès l’enfance par la nature, il fait ses études au lycée Charlemagne puis à la Sorbonne où il obtient une licence de sciences naturelles en 1908. C’est sur les conseils de Emil Racoviță (1868-1947) et d’Alice Pruvot-Fol (1873-1972), qu’il s’oriente vers l’étude des araignées. Il rencontre alors Louis Eugène Bouvier (1856-1944) du Muséum de Paris qui le présente à Eugène Simon (1848-1924), le plus célèbre arachnologiste de l’époque.
Berland entre au Muséum national d'histoire naturelle comme préparateur en 1912 au sein du laboratoire d’entomologie, dirigé par Eugène Bouvier. Berland est aussitôt chargé des collections de myriapodes, d’arachnides, des névroptères, des orthoptères et des hyménoptères. Cinq ans plus tard, la chaire est divisée et le laboratoire est restreint aux seuls insectes. Berland est gravement blessé à Verdun durant la Première Guerre mondiale. L’un de ses fils est fusillé par les Allemands en 1944. Il dirige la Société zoologique de France en 1952.
Il fait paraître plus de 200 publications majoritairement consacrées à des questions de systématique. Berland s’intéresse également au comportement des araignées et des hyménoptères prédateurs. Il fait de nombreux voyages en Afrique saharienne et du Nord. Avec Louis Fage (1883-1964), il achève la parution posthume des Arachnides de France (1874-1937) d’Eugène Simon. Il étudie les araignées rapportées par Charles Alluaud (1861-1949) et René Gabriel Jeannel (1879-1965) d’Afrique orientale (1911-1912). Il traduit de l’allemand Arachnida (1919) de Carl Friedrich Roewer (1881-1963) et de l’anglais La Menace des insectes (1935) de Leland Ossian Howard (1857-1950).

## Liste partielle des publications
- 1925 : Faune de France. 10, Hyménoptères vespiformes, I, Sphegidae, Pompilidae, Scoliidae, Sapygidae, Mutillidae (Paul Lechevalier, Paris).
- 1927 : « Les Araignées ubiquistes, ou à large répartition, et leurs moyens de dissémination », Compte rendu sommaire des séances de la Société de biogéographie, 23 : 65-67.
- 1929 : Faune de France. 19, Hyménoptères vespiformes, II, Eumenidae, Vespidae, Masaridae, Bethylidae, Dryinidae, Embolemidae (Paul Lechevalier, Paris).
- 1929 : « Araignées recueillies par Madame Pruvot aux îles Loyalty », Bulletin de la Société zoologique de France, LIV : 387-399.
- 1929 : avec Léon Bertin (1896-1954), La Faune de la France. Fascicule 2. Arachnides et Crustacés (Delagrave, Paris).
- 1930 : « Curieuse anomalie oculaire chez une araignée », Bulletin de la Société zoologique de France, LV : 193-195.
- 1932 : Les Arachnides : (scorpions, araignées, etc.) : biologie systématique (Paul Lechevalier, Paris).
- 1933 : « Sur le parasitisme des phorides (diptères) », Bulletin de la Société zoologique de France, LVIII : 529-530.
- 1934 : « Un cas probable de parthénogenèse géographique chez Leucorpis Gigas (Hyménoptère) », Bulletin de la Société zoologique de France, LVIX : 172-175.
- 1934 : « Une nouvelle espèce de Nemoscolus (araignée) du Soudan français, et son industrie », Bulletin de la Société zoologique de France, LVIX : 247-251.
- 1934 : avec Jacques Pellegrin (1873-1944), « Sur une araignée pêcheuse de poissons », Bulletin de la Société zoologique de France, LVIX : 210-212.
- 1938 : Les Araignées (Stock, Paris, collection Les Livres de nature).
- 1938 : avec Francis Bernard (1908-1990), Faune de France. 34, Hyménoptères vespiformes. III. (Cleptidae, Crysidae, Trigonalidae) (Paul Lechevalier, Paris).
- 1939 : Les Guêpes (Stock, Paris, collection Les Livres de nature).
- 1940 : avec Raymond Benoist (?-1970), F. Bernard et Henri Maneval (1892-1942), La Faune de la France en tableaux synoptiques illustrés... Tome 7. Hyménoptères (Delagrave, Paris).
- 1941 : avec Jacques Millot (1897-1980), Les Araignées de l'Afrique Occidentale Française (Éditions du Muséum, Paris), Mémoires du Muséum national d'histoire naturelle. Nouvelle série. T. XII. Fascicule 2.
- 1942 : Les insectes et l'homme (Presses universitaires de France, Paris, coll. « Que sais-je ? », n° 83) – troisième édition, 1962.
- 1944 : Les Scorpions (Stock, Paris, collection Les Livres de nature).
- 1947 : Atlas des hyménoptères de France, Belgique, Suisse (Boubée, Paris) – réédité en 1958, 1976.
- 1947 : Faune de France. 47, Hyménoptères tenthrédoïdes (Paul Lechevalier, Paris).
- 1955 : Les Arachnides de l'Afrique noire française (IFAN, Dakar).
- 1962 : Atlas des Névroptères de France, Belgique, Suisse. Mégaloptères, Raphidioptères, Névroptères planipennes, Mécoptères, Trichoptères (Boubée, Paris).

## Hommages
Trois genres d'araignées aranéomorphes ont été nommés en l'honneur de Lucien Berland : Berlandia,  Berlandiella et Berlandina.
Une vingtaine d'espèces d'insectes ou d'araignées, décrites par Lucien Berland ou nommées en son honneur, ont reçu l'épithète spécifique berlandi. Pour les espèces concernées, consulter la liste générée automatiquement.